# Eucriotettix dammermanni
Eucriotettix dammermanni är en insektsart som beskrevs av Günther, K. 1938. Eucriotettix dammermanni ingår i släktet Eucriotettix och familjen torngräshoppor. Inga underarter finns listade i Catalogue of Life.